# Equação de Monod
A equação de Monod é um modelo matemático para o crescimento de microrganismos. Recebeu o nome devido a Jacques Monod (1910–1976, um bioquímico francês, Prémio Nobel de Fisiologia ou Medicina em 1965), que propôs usar uma equação desse formato para relacionar as taxas de crescimento microbiano em um ambiente aquoso à concentração de um nutriente limitante. A equação de Monod tem a mesma forma que a equação de Michaelis–Menten, mas difere porque é empírica enquanto o última é baseada em considerações teóricas.
A equação de Monod é comumente usada em engenharia ambiental. Por exemplo, ela é usada no modelo de lodo ativado para tratamento de esgoto.

## Equação

A taxa de crescimento μ de um microrganismo considerado em função da concentração limitante do substrato [S

]
A equação empírica de Monod é
{\displaystyle \mu =\mu _{\max }{\frac {[S]}{K_{s}+[S]}}}
onde:
μ é a taxa de crescimento de um microrganismo considerado,
μmax é a taxa máxima de crescimento deste microrganismo,
[S] é a concentração do substrato limitante S para o crescimento,
Ks é a "constante de meia velocidade"—o valor de [S] quando μ/μmax = 0,5.
μmax e Ks são coeficientes empíricos (experimentais) para a equação de Monod. Eles serão diferentes entre as espécies de microrganismos e também dependerão das condições ambientais do ambiente, e.g., da temperatura, do pH da solução e da composição do meio de cultura.